# Nhóm đơn bội O-M175
| Thời điểm xuất hiện | 36,800 [95% CI 34,300 <-> 39,300] ybp (YFull) 41,900 [95% CI 31,294 <-> 51,202] năm trước (Karmin 2015) |
| Vùng phát sinh      | Đông Á hoặc Đông Nam Á                                                                                  |

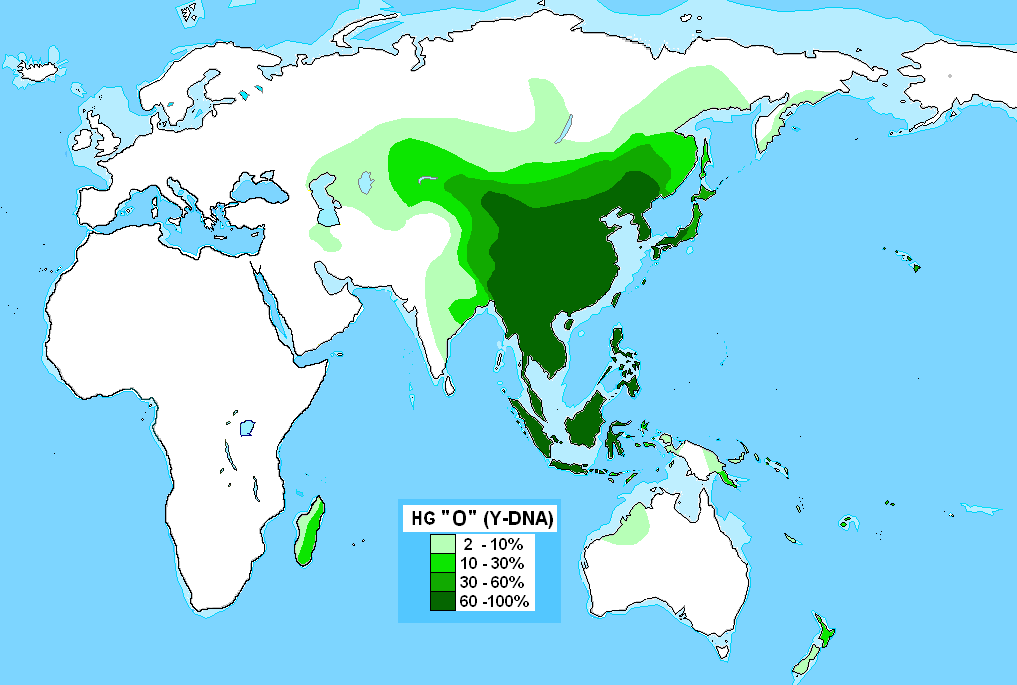

Nhóm đơn bội O-M175 là một nhóm đơn bội Y-DNA chủ yếu được tìm thấy ở các quần thể người tại Đông Nam Á và Đông Á. Ngoài ra nó còn xuất hiện ở một số quần thể người ở Nam Á, Trung Á, Châu Đại Dương, Madagascar và Comoros. Về mặt phổ hệ, O-M175 là một nhánh của nhóm đơn bội NO.